# 美第奇奖
美第奇奖（法語：Prix Médicis，發音：[pʁi medisis]），法国重要文学奖，于每年11月颁发。

## 奖项介绍
该奖设立于1958年4月，发起人为加拉·巴尔比桑和让-皮埃尔·季洛杜，旨在奖赏刚进入写作领域、还没有与其才能相应声誉作者的小说、纪实作品或短篇小说集。此外于1970年增设了美第奇外国文學奖，于1985年增设美第奇杂文奖。

## 名称内涵
名稱來自美第奇家族，是意大利佛罗伦萨15至18世纪的名门望族，这个家族出了两位教宗——利奥十世和克雷芒七世，还嫁给了法国两位王后，一位是亨利二世的王后卡特琳娜，另一位是亨利四世的王后、路易十四太阳王的祖母玛丽。15世纪的高斯摩、教皇雷翁十世及王后玛丽，都在扶植文学艺术家、发展文艺事业上作出过突出贡献，尤其是后者留下了巴黎的卢森堡宫，直到今天，它仍是法国参议院的驻地，此外在卢浮宫有比利时著名画家鲁本斯巨幅画廊，其优美壮丽的画卷描绘的就是玛丽皇后非凡的一生。美第奇家族在歐洲的文學與藝術發展中有這極為重要的地位，因此被選為獎項名稱。

## 颁奖时地
以前跟费米娜奖同时在克里永酒店颁发，现在在费米娜奖两天后在盧特西亞酒店举行。